# Mikulás Ferenc
Mikulás Ferenc (Kaposvár, 1940. augusztus 17. –) Kossuth-díjas magyar filmproducer. A magyar animációs kultúra egyik legjelentősebb alakja. Stúdióalapító-vezető, a Kecskemétfilm Kft. animációs stúdió ügyvezető igazgatója, a Kecskeméti Animációs Filmfesztivál (KAFF) igazgatója.

## Életpályája
1940. augusztus 17-én született. 1957. tavaszán a forradalomban való részvétele miatt eltávolították a középiskolából. Ezek után segédmunkásként, majd geodétaként dolgozott. Forgatókönyveket írt és rövidfilmeket rendezett. 1970-től a Pannónia Filmstúdióban a rajzfilmgyártással ismerkedett meg.
1971. június 1-jétől a Kecskeméti Rajzfilmstúdió vezetője, több film és filmsorozat producere (Magyar népmesék, Vízipók-csodapók, Mondák a magyar történelemből stb.). 1993-tól a Kecskeméti Animációs Filmfesztivál igazgatója. 1997–2000 között az ASIFA (Nemzetközi Animációs Filmművész Szövetség) igazgatótanácsának tagja volt. Több nemzetközi fesztivál zsűrijének munkájában vett részt, többek közt Chiavariban, Szöulban, Ankarában, Lisszabonban, Pozsonyban, Stuttgartban, Pekingben, Marosvásárhelyen, Hirosimában, Espinhoban és Teheránban.

## Díjai
- 1995: Magyar Köztársasági Arany Érdemkereszt
- 2004: Chiavari Nemzetközi Animációs Filmfesztivál: az Olasz Filmművészeti Szövetség Max Massimino Garnier-díja
- 2008: Balázs Béla-díj
- 2008: Bács-Kiskun megyei Prima díj[3]
- 2008: „Rendületlenül” Diploma – a Magyar Szellemi Védegylettől
- 2011: Köztársaság Elnökének Érdemérme
- 2011: Magyar Örökség díj
- 2015: Kecskemét díszpolgára
- 2016: Raoul Wallenberg-díj
- 2016: Prima Primissima díj
- 2025: Kossuth-díj